# Kakar
Kakar – wieś w Pakistanie, w prowincji Chajber Pachtunchwa. W 2017 roku liczyła 5011 mieszkańców.